# Кзыл-Камыш
Кзыл-Камы́ш (чув. Ксыл-Камыш) — деревня в Батыревском районе Чувашской Республики. Входит в состав Шыгырданского сельского поселения.

## География
Находится в юго-восточной части Чувашии на расстоянии приблизительно 6 км на юг по прямой от районного центра села Батырево.

## История
Образована в конце 1920-х годов. В 1930 году учтено 74 двора и 326 жителей, в 1939 421 житель, в 1979 361 человек. В 2002 году 105 дворов, в 2010—107 домохозяйств. В годы коллективизации образован колхоз «1 мая», в 2010 году работал СХПК «Дуслык». С 1993 действует мечеть.

## Население
Население составляло 371 человек (татары 100 %) в 2002 году, 383 в 2010.